# Emmett Brown
Il dottor Emmett Lathrop Brown, Ph.D., chiamato amichevolmente Doc, è un personaggio immaginario creato da Bob Gale e Robert Zemeckis, co-protagonista della trilogia cinematografica Ritorno al futuro, dell'omonima serie animata e di alcuni corti e videogiochi. È interpretato da Christopher Lloyd in tutte le trasposizioni filmiche, nei videogame Back to the Future: The Game (2010) e Lego Dimensions (2015) e da Dan Castellaneta nella versione animata.
Il personaggio è l'archetipo dello scienziato pazzo gentile e solitario, caratterizzato da un entusiasmo visionario ed eccentrico piuttosto che follia o malvagità. L'aspetto e i modi del personaggio sono vagamente ispirati da Leopold Stokowski e Albert Einstein. Nel franchise, è il migliore amico di Marty McFly e funge da mentore solidale per il ragazzo. Nonostante le sue numerose invenzioni fallite, è il geniale ed energico inventore della prima e della seconda macchina del tempo al mondo, la prima (in ordine cronologico personale) costruita utilizzando una DeLorean del 1981 e la seconda costruita utilizzando una locomotiva a vapore.
Nel 2008, il Dr. Emmett Brown è stato selezionato dalla rivista Empire come uno dei 100 più grandi personaggi cinematografici di tutti i tempi, classificandosi al 20º posto.

## Biografia del personaggio
(Emmett Brown)
Emmett Lathrop Brown nasce nel 1920 (secondo i romanzi ufficiali tratti dai film) o nel 1914 (secondo il videogioco Back to the Future: The Game del 2010) a Hill Valley, in California, dove trascorre la sua intera esistenza. La sua famiglia si era trasferita lì dalla Germania nel 1908 e portava il cognome von Braun, cambiato in Brown durante la prima guerra mondiale. Da bambino si diletta nelle letture di Giulio Verne, grazie alle quali scopre la propria vocazione scientifica. Laureato a pieni voti in numerose discipline scientifiche, ama definirsi cultore di tutte le scienze. I suoi idoli sono i grandi scienziati del passato, come Isaac Newton, Benjamin Franklin, Thomas Edison e Albert Einstein, dei quali possiede i ritratti nel salotto di casa propria e che adora così tanto da chiamare il cane da compagnia che possiede nel 1955 Copernico e quello che possiede nel 1985 Einstein.

### L'incontro con Marty
Bob Gale, ideatore e co-sceneggiatore della trilogia dei film e del videogame Back to the Future: The Game del 2010, ha spiegato come sarebbe avvenuto l'incontro tra Doc e Marty McFly; a quest'ultimo era stato detto dai genitori che Doc era pericoloso e pazzo e che bisognava stargli alla larga. All'età di 13 o 14 anni (1981-1982), essendo un adolescente curioso, Marty decise di scoprire perché Doc era considerato pericoloso, quindi si intrufolò di nascosto nel laboratorio dello scienziato e rimase affascinato da tutte le cose interessanti che vi trovò. Quando Doc lo trovò lì, fu felicissimo di scoprire che Marty pensava che fosse a posto e che lo accettava per quello che era. Doc diventò così amico di Marty e gli permise di aiutarlo con vari favori, ad esempio svolgere esperimenti con lui ed occuparsi del laboratorio e del suo cane.

### Back to the future - The Game
Emmett appare nel 1931 come un giovane e insicuro diciassettenne, costretto dal padre, giudice di Hill Valley, a studiare legge, mentre lui in segreto coltiva la passione per la scienza che ha sin da ragazzino. L'arrivo dal 1986 di Marty McFly, giunto per aiutare il Doc del 1986, è l'occasione per mettere alla prova il potenziale scientifico del ragazzo, progettando un razzo che funziona con l'elettricità, che sarà un insuccesso clamoroso. Nel secondo viaggio nel tempo di Marty, si innamora di Edna Strickland, della quale però diventa succube trasformandosi nel suo alter ego: Citizen Brown. La storia viene così rimessa sui suoi binari e Doc inizia così la sua carriera scientifica.

### Ritorno al futuro
(Emmett Brown rivolgendosi a Marty nel primo episodio)
Nel 1955, ormai conosciuto come lo scienziato pazzo di Hill Valley, che pur essendo geniale non fa altro che avere idee bizzarre e creare aggeggi strani e spesso non funzionanti, mentre sta appendendo un orologio in bagno in piedi sul gabinetto, scivola sulla porcellana bagnata e sbatte la testa sul lavandino, svenendo; quando riprende i sensi ha una visione che lo porta a ipotizzare la creazione di un flusso canalizzatore come componente chiave di una macchina del tempo. Dopo 30 anni di lavoro e impegno, la macchina del tempo viene realizzata, utilizzando come base un'automobile DeLorean, e sperimentata, nella notte del 26 ottobre 1985. Per alimentare la macchina Doc necessita di plutonio, che riesce ad avere da un gruppo terroristico libico promettendo in cambio la realizzazione di una bomba atomica. I libici però capiscono di essere stati raggirati da Emmett, quindi lo vanno a cercare e lo colpiscono con una raffica di mitra proprio durante la sperimentazione della macchina del tempo provocandone, in quel continuum spaziotemporale, la morte all'età di 71 anni. Marty McFly, giovane amico di Emmett e presente durante la sperimentazione in qualità di video-operatore documentante le prove, fugge dai terroristi utilizzando la macchina stessa.
A un certo punto la macchina raggiunge la velocità di 88 miglia orarie, alla quale si attiva, e Marty si ritrova nel 5 novembre 1955, data che Emmett aveva digitato per spiegare il funzionamento del veicolo, in quanto era il giorno in cui concepì il flusso canalizzatore e la conseguente possibilità di viaggiare nel tempo. Il ragazzo, arrivato nel 1955, si presenta dal quarantunenne Emmett e gli mostra, come prova dell'altrimenti incredibile frangente che l'ha condotto in quell'epoca, il video della sperimentazione della macchina del tempo. Marty lascia una lettera al Doc del 1955 in cui gli comunica la possibilità di venire ucciso in circostanze drammatiche nel 1985, ma Doc, convinto che conoscere in anticipo il proprio futuro sia troppo rischioso, si rifiuta di leggerla. Dopo aver aiutato Marty a correggere la storia dei suoi genitori, che il giovane aveva accidentalmente alterato spingendo la sua futura madre Lorraine a innamorarsi di lui anziché del futuro marito George, per poi riuscire a mettere a posto le cose appena in tempo, Emmett lo aiuta a raggiungere il futuro con la scarica di un fulmine che colpisce la torre dell'orologio di Hill Valley, di cui i due conoscevano l'esatto momento di impatto in quanto tale momento era entrato nella storia di Hill Valley (l'orologio viene danneggiato e fermato dal fulmine e nei 30 anni successivi non verrà mai riparato). La DeLorean aveva infatti esaurito la carica di plutonio necessaria per il viaggio nel tempo e, non essendo ovviamente disponibile altro plutonio, Doc riesce a fornire l'energia necessaria alla macchina del tempo canalizzando il fulmine in un sistema di cavi da lui allestito.

### Pre-Ritorno al futuro - Parte III
A sorpresa, Marty gli si ripresenta un istante dopo il momento in cui sembra essere sparito verso il futuro, provocandogli un grande shock emotivo (che gli fa momentaneamente perdere i sensi e gli fa credere, una volta ripresosi, di aver sognato), e gli chiede nuovamente aiuto: è infatti tornato dal futuro per correggere le interferenze di Biff Tannen. Il ragazzo racconta che, se da un lato è riuscito nell'intento, dall'altro è rimasto intrappolato nuovamente nel 1955, poiché l'Emmett del 1985 è stato catapultato nel 1885 dopo essere stato colpito da un fulmine mentre era in volo a bordo della DeLorean. Grazie alle indicazioni della lettera scritta dal suo alter ego del futuro intrappolato nel passato, il Doc del 1955 rinviene insieme a Marty la DeLorean in una miniera, la ripara e lo aiuta a raggiungere la Hill Valley del 1885, dove ha scoperto che sarà ucciso il 7 settembre dal feroce pistolero Buford "Cane Pazzo" Tannen, bisnonno di Biff, per un debito di 80 dollari.

### Ritorno al futuro - Parte II
(Emmett Brown rivolgendosi a Marty alla fine del primo episodio)
In seguito, vinto dalla curiosità, Emmett, che aveva stracciato la lettera che Marty gli aveva scritto prima di partire la sera del temporale di Hill Valley, la ricompone e la legge: viene quindi a sapere che sarà ucciso proprio la stessa notte del viaggio nel tempo da un gruppo di libici a cui nel 1985 ruberà un carico di plutonio. Negli anni progetta come previsto la macchina del tempo e nel 1985, dopo aver comunque sottratto il plutonio ai libici, si prepara alla serata dell'esperimento con Marty indossando un giubbetto antiproiettile, che gli salva la vita dagli spari dei terroristi.
Dopo il ritorno di Marty nel presente, Doc si reca nel 2015, poi torna nel 1985 e porta con sé Marty di nuovo nel 2015, per aiutare suo figlio Marty Jr. a cambiare la storia, prevenendo un brutto impiccio in cui incapperà finendo successivamente in prigione, per colpa del nipote di Biff, Griff Tannen (che finirà imprigionato al posto di Marty Jr.). In seguito, l'ormai anziano Biff sottrae brevemente la DeLorean per cambiare la propria storia personale, consegnando a sé stesso da giovane un almanacco sportivo che svela i risultati delle partite tra il 1950 e il 2000 (che era stato comprato da Marty nel 2015 con l'intento di piazzare qualche scommessa sapendo in anticipo i risultati, una volta tornato nel 1985). Giunto nel 1955, l'Emmett del 1985 incontra brevemente il se stesso del 1955, con il quale parla senza farsi riconoscere, e subisce l'incidente in cui, a causa del fulmine che colpisce la macchina del tempo, raggiunge il 1885, in cui Hill Valley è una minuscola cittadella di frontiera in costruzione.

### Ritorno al futuro - Parte III
Raggiunto da Marty nel 1885 grazie alla lettera dettagliata che gli fa pervenire attraverso i settant'anni che seguono, Doc progetta di ritornare al 1985 sfruttando una locomotiva per spingere fino a 88 miglia orarie la DeLorean, che ha il serbatoio di benzina e l'iniettore del carburante danneggiati (quando Marty era arrivato nel 1885 era stato inseguito da dei pellerossa che avevano bucato il serbatoio con una freccia, facendo perdere tutta la benzina all'auto, e l'iniettore si era danneggiato provando ad alimentare l'auto con una bevanda molto alcolica), alle ottantotto miglia orarie, necessarie per il viaggio nel tempo. Nel mentre, però, si innamora di Clara Clayton, una maestra che ha salvato dalla caduta in un burrone (alterando lievemente la storia, in quanto, in memoria di ciò, il burrone si sarebbe dovuto chiamare burrone Clayton, mentre a seguito di questi fatti verrà chiamato burrone Eastwood, in quanto Marty, nel 1885, si era presentato con il nome di Clint Eastwood) e rinuncia a tornare nel 1985. Solo Marty lo convince a ritornare sulle sue decisioni e a dire addio alla donna amata, che però lo raggiunge proprio mentre, dopo aver assaltato un treno, sta per portare la DeLorean alla velocità necessaria. Durante il viaggio, solo Marty ritorna alla Hill Valley del 1985, mentre Emmett e Clara, che nel frattempo si sono sposati, lo raggiungono a bordo di un treno del tempo, insieme ai figli Giulio e Verne Brown.

### Ritorno al futuro (serie animata)
In questo cartone animato ambientato dopo gli avvenimenti narrati in Ritorno al futuro - Parte III, Doc è sempre presente in compagnia di Marty, Clara e dei figli Giulio e Verne. Doc compare anche in carne ed ossa, prima dell'inizio e dopo la conclusione del cartone, per qualche spiegazione.

## Concezione e sviluppo

### Origine del nome
Il nome di battesimo Emmett è stato scelto da Robert Zemeckis e Bob Gale perché «suonava bene ed era in qualche modo fuori dall'ordinario, creando perciò un buon contrasto con il comune cognome "Brown"».

## Filmografia
- Ritorno al futuro (1985)
- Ritorno al futuro - Parte II (1989)
- Ritorno al futuro - Parte III (1990)
- Doc Brown salva il mondo! (2015) - cortometraggio